# Boetersiella sturmi
Boetersiella sturmi е вид охлюв от семейство Hydrobiidae. Видът е застрашен от изчезване.

## Разпространение
Разпространен е в Испания.